# Битва при Палестро
Битва при Палестро — одно из ключевых сражений Австро-итало-французской войны, которое произошло 30-31 мая 1859 года близ населённого пункта Палестро в итальянском регионе Ломбардия, в ходе которого франко-сардинская армия одержала убедительную победу над австрийцами.

## Перед сражением
После баталии у Монтебелло, Наполеон III решил двинуться от Алессандрии на Новару, с целью обойти правый фланг австрийской армии графа Гиулая. Для обеспечения переправы у Верчелли сардинская армия, расположенная у этого пункта, получила приказание занять 30 мая позицию у Палестро.
Сардинский король распорядился: 4-й пехотной дивизии генерал-лейтенанта Энрико Чиальдини овладеть селом Палестро; 3-й пехотной дивизии генерал-лейтенанта Дурандо взять село Винцаглио и затем поддержать атаку Чиальдини на Палестро; 2-й пехотной дивизии генерал-лейтенанта Манфредо Фанти двинуться к селению Конфиенца и быть готовым поддержать действия Дурандо; 1-й пехотной дивизии генерал-лейтенанта Кастельборго остаться в резерве у Казалино.
Тактическое значение Палестро обусловливалось тем, что село находилось на небольшом возвышенном плато, с крутым скатом на северо-западе, откуда наступали сардинцы, что благоприятствовало обороне; с фронта позиция усиливалась каналами Скотти и Гамара, проходимыми только по мостам. Доступ к селению Винцаглио возможен был только по дорогам, так как равнина на левом берегу была изрезана рвами и покрыта рисовыми полями. Палестро было занято 1½ б-нами австрийской бригады Вейгля при двух артиллерийских opудиях; в Винцаглио находился отряд полковника Флейшгакера (3 роты при двух пушках); остальные силы бригады Вейгля занимали село Розаско; в Роббио была расположена бригада Дондорфа (без 10 рот, отряженных в Мортару, Новару и Аббиатеграссо).

## Сражение
Около полудня Чиальдини внезапно атаковал Палестро, но лишь после ряда атак ему удалось утвердиться на плато и овладеть селением. В этот момент из Роббио прибыл генерал-майор Вейгль с 1 батальоном бригады Дондорфа; он сделал несколько попыток выбить сардинцев из Палестро, но вынужден был отступить к Роббио.
Отряд Флейшгакера, атакованный с фронта и с левого фланга дивизией Дурандо, начал отступать к Палестро, но так как последнее было уже взято сардинцами, то отряд Флейшгакера с большим трудом пробился к Конфиенце, потеряв свою артиллерию и много пленных. Между тем, сардинский король, выполнив возложенную на него задачу и опасаясь быть атакованным превосходящими силами австрийцев, обратился к Наполеону с просьбой о подкреплении. В его распоряжение прибыл 3-й полк зуавов, и, кроме того, маршал Канробер получил приказание переправить свой (III) корпус 31 мая рано утром на левый берег реки Сезии у Прароло. Но уже в ночь на 31 мая командир VII австрийского корпуса генерал Цобель получил приказание выбить сардинцев из занятых ими накануне позиций.
Так как Цобель имел в своем распоряжении только одну дивизию Лиллия (бригады Вейгля и Дондорфа), истощенную боем 30 мая (другая дивизия находилась у Кандии, против Фрассинето, занятого 5-й сардинской пехотной дивизией генерал-лейтенанта Куккиари), то в помощь ему была назначена дивизия Елачича (бригады Сцабо и Кудельки), из состава II корпуса; другая дивизия II к-са была передвинута к Мортаре.
31 мая, в 8 часов утра, австрийцы выступили из Роббио в 3 колоннах. Правая (Вейгль) двинулась на Конфиенцу, средняя (Дондорф) — по большой дороге на Палестро и левая (Сцабо) — вверх по левому берегу Сезии, также на Палестро, в обход правого фланга сардинцев; резерв (Кудельки) следовал за средней колонной. В предвидении контр-атаки Чиальдини укрепился в Палестро, потеря которого могла бы затруднить переправу Канробера; Дурандо был расположен в Винцаглио, Фанти — в Конфиенце, Кастельборго — в Казалино, 3-й полк зуавов — в Торрионе, где находилась главная квартира короля. Канробер ещё не успел переправиться на левый берег Сезии, так как прибыль воды вследствие дождей заставила наведенные заранее три моста переделать в один, большей длины.
В 10 часов средняя колонна австрийцев подошла по большой дороге к Палестро и завязала перестрелку; атаки Дондорфа на деревню и кладбище были отбиты. После двухчасового упорного сопротивления сардинцы перешли в наступление и опрокинули австрийцев. Пока шёл бой на фронте, правый фланг Чиальдини был атакован левой австрийской колонной, которая опрокинула сардинцев и утвердилась в Каза Сан-Пьетро. Король Виктор Эммануил II, прибывший на место боя, оценил опасность положения и двинул 3-й полк зуавов против Сцабо. Зуавы переправились по грудь в воде через канал Сезиетта, бросились в штыки на правый фланг австрийцев, сбили их, захватили артиллерийскую батарею и обратили всю бригаду Сцабо в бегство. Во время боя у Каза Сан-Пьетро правая колонна австрийцев пыталась взять Конфиенцу, но была отбита.
Цобель решил ещё раз попытать счастье и двинул против Палестро свой резерв, но и эта попытка кончилась неудачей, после чего австрийцы спешно отошли к Роббио.
Согласно «Военной энциклопедии Сытина», австрийцы потеряли в этом сражении более двух с половиной тысяч человек, тогда как потери союзников составили около 900 человек.
Сражение при Палестро имело большое стратегическое значение, так как дало Наполеону возможность закончить предпринятый им манёвр и закрепиться на фланге австрийской армии, — линии Верчелли — Новара. Уже через четыре дня австрийцев ждало новое поражение.
- «Батталья ди Палестро» Этторе Феррари в Венеции